# Boldești-Grădiștea
Boldești-Grădiștea község Prahova megyében, Munténiában, Romániában. A hozzá tartozó települések: Boldești és Grădiștea. A községközpont Boldești. A község régi neve Boldești majd Boldești de Mizil volt.

## Fekvése
A megye délkeleti részén található, a megyeszékhelytől, Ploieștitől, ötvennégy kilométerre délkeletre, a Ghighiu patak mentén. A települést négy kisebb tó övezi: Colac, Pom, La rațe  és Crama.

## Története
A 19. század végén Boldești község néven Buzău megye Tohani járásához tartozott és Boldești valamint Grădiștea falvakból állt, 1130 lakossal, melyek közül 580 fő Boldești, 550 fő pedig Grădiștea faluban élt. A község tulajdonában volt egy iskola valamint egy-egy templom mindkét településen.
1925-ös évkönyv szerint a lakossága 1590 fő volt. 
1931-ben hozzácsatolták Valea Boului (a mai Valea Cricovului) falut is Gornet-Cricov községtől.
1950-ben közigazgatási átszervezés alapján, a Buzău-i régió Mizil rajonjához került, majd 1952-ben a Ploiești régióhoz csatolták. 
1968-ban ismét megyerendszert vezettek be az országban, a község az újból létrehozott Prahova megye része lett. Ekkor nevezték el a községet Boldești de Mizil-nek, majd később kapta a Boldești-Grădiștea elnevezést.

## Lakossága
| Nemzetiségek | 2002 | 2002    |
| 2002         | 2002 | 2002    |
| ------------ | ---- | ------- |
| Románok      | 1984 | 100,00% |
| Összesen     | 1984 | 100,0%  |

## Külső hivatkozások
- A település honlapja
- Adatok a településről
- asociatiaturismprahova.ro Archiválva 2016. március 4-i dátummal a Wayback Machine-ben
- 2002-es népszámlálási adatok
- Marele Dicționar Geografic al României